# Sósigenes z Alexandrie
Sósigenes z Alexandrie (řecky Σωσιγένης ὅ Ἀλεξανδρεύς, transkripcí Sōsigénēs hó Alexandréus) byl řecký astronom, poradce římského císaře Julia Caesara při reformě kalendáře v roce 46 př. n. l. Římský kalendář byl nahrazen tzv. juliánským kalendářem, který obsahoval přestupný rok (po třech rocích s 365 dny následoval přestupný rok s 366 dny). Po Sósigenovi je pojmenován kráter Sosigenes na přivrácené straně Měsíce.
Sósigenes z Alexandrie bývá zaměňován s řeckým filosofem Sósigenem, který žil kolem roku 150 n. l.

## Sósigenes z Alexandrie v kultuře
- Postava Sósigena z Alexandrie se vyskytuje ve filmu Kleopatra z roku 1963, kde ji ztvárnil kanadský herec Hume Cronyn.